# Ruta germană cu case de paiantă

Indicator „Ruta germană cu case de paiantă”

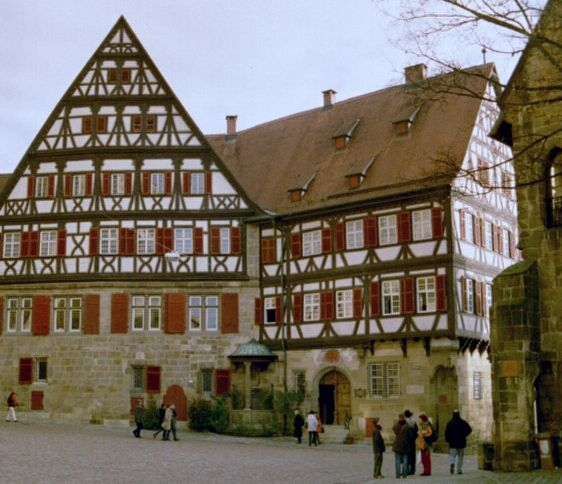
Casa căldărarului în Esslingen pe Neckar (Kesslerhaus)

Ruta germană cu case de paiantă (în germană Deutsche Fachwerkstraße), inaugurat în 1990, este un traseu cultural și de vacanță care se întinde de la Elba în nord, prin Silezia Luzaciană, în estul Saxoniei, până la Lacul Constanța din sudul Germaniei. Drumul German de paiantă face parte din Arbeitsgemeinschaft Deutsche Fachwerkstädte e. V. (Asociația Germană a orașelor de paiantă) cu sediul în Fulda.

## Istoric
În 1975 a fost fondată „ARGE Deutsche Fachwerkstädte e. V. (ADF)” (Asociația orașelor istorice cu paiante). Scopul său este de a păstra patrimoniul cultural a unei uriașe varietăți de diferite stiluri de case de paiantă din Germania. De atunci, 121 de orașe cu case de paiantă s-au reunit pentru a urmări în comun obiectivele ADF. 

## Traseu
De-a lungul drumului sunt așezate numeroase orașe și sate, fiecare cu exemple de case cu arhitectură tipic indigenă cu grinzi de lemn, tradiționale ale landurilor germane. Lungimea totală a traseului este de aproximativ 3.900 km.
Traseul este împărțit în opt secțiuni, fiecare dintre acestea urmând zonele tradiționale din: Saxonia Inferioară, Saxonia-Anhalt, Turingia, Hesse, Bavaria și Baden-Württemberg.
Ruta germană cu case de paiantă leagă un număr mare de peisaje diferite cu orașe istorice și monumente restaurate. Spa-urile și locurile de festival alternează cu parcuri naturale.
Pe lângă casele de paiantă, există și alte obiective pe traseul german cu case de paiantă, inclusiv cea mai veche podgorie cea mai nordică a Germaniei, cea mai mare „lumânare de Crăciun” din lume, leagănul industriei germane de damasc și țesături și singurul Muzeu al fildeșului din Germania.

## Rute regionale

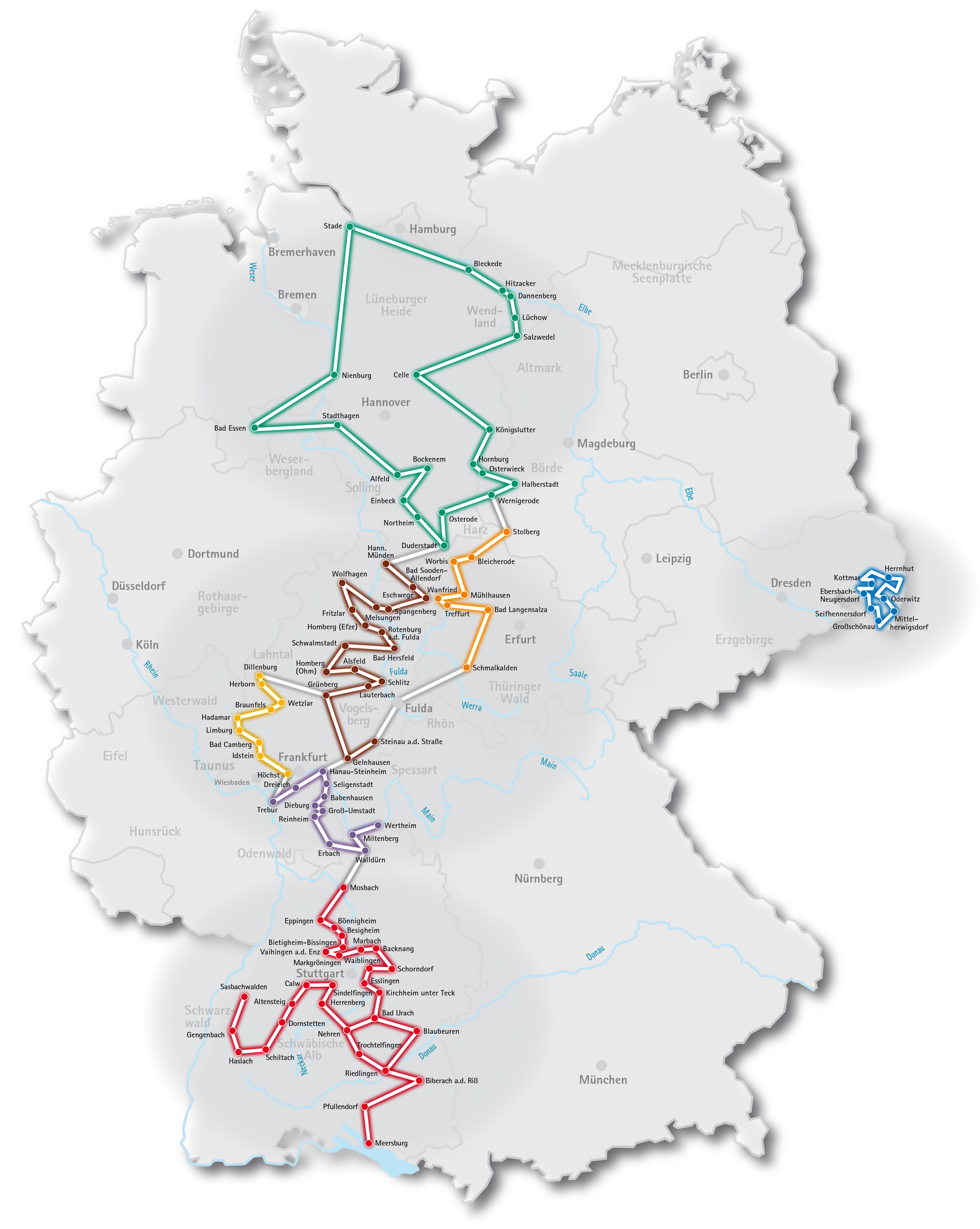
Prezentare generală a drumului german cu paiante (din 2016)

Ruta germană cu case de paiantă este împărțită în următoarele opt rute regionale:
- De la Elba la Harz (traseul verde):

Nienburg/Weser – Bad Essen – Stadthagen – Alfeld (Leine) – Bockenem – Einbeck  – Northeim – Duderstadt – Osterode am Harz – Wernigerode – Quedlinburg – Halberstadt – Osterwieck – Hornburg – Königslutter – Celle – Salzwedel]  – Lüchow – Dannenberg – Hitzacker – Bleckede.
- De la Weserbergland prin Nordhessen la Vogelsberg și Spessart (traseul maro):

Hann. Münden – Bad Sooden-Allendorf – Eschwege  – Spangenberg – Melsungen – Wolfhagen  – Fritzlar – Homberg (Efze) – Rotenburg an der Fulda – Bad Hersfeld – Schwalmstadt – Homberg (Ohm) – Alsfeld – Schlitz – Lauterbach – Grünberg  – Steinau an der Straße.
- De la Harz până la Pădurea Turingiei (traseu portocaliu):

Stolberg – Bleicherode – Leinefelde-Worbis – Mühlhausen – Bad Langensalza – Wanfried – Treffurt – Schmalkalden.
- Oberlausitzer Umgebindehausstraße (traseul albastru):

Ebersbach-Neugersdorf – Seifhennersdorf – Großschönau – Mittelherwigsdorf – Oderwitz – Herrnhut – Kottmar.
- De la Westerwald prin Lahntal și Taunus până la Main (traseul galben):

Dillenburg – Herborn – Wetzlar – Braunfels – Limburg – Montabaur – Bad Camberg – Idstein – Neu-Anspach – Höchst.
- De la Rhein la Main și Odenwald (traseul violet):

Trebur – Dreieich – Hanau-Steinheim – Seligenstadt – Babenhausen – Dieburg – Groß-Umstadt – Reinheim – Michelstadt – Walldürn – Miltenberg – Wertheim.
- De la râul Neckar la Pădurea Neagră și Lacul Constanța (traseul roșu):

Ladenburg – Eberbach – Mosbach – Eppingen – Bönnigheim – Besigheim – Bietigheim-Bissingen – Vaihingen an der Enz – Markgröningen – Marbach am Neckar – Backnang – Schorndorf – Waiblingen – Kirchheim unter Teck – Bad Urach
Aici traseul se împarte într-o parte de vest spre Pădurea Neagră și o parte de sud spre Lacul Constanța.
Vest: de la Bad Urach spre Trochtelfingen – Nehren – Herrenberg – Sindelfingen – Calw – Neubulach – Altensteig – Dornstetten – Schiltach – Haslach – Gengenbach – Sasbachwalden;
Sud: de la Bad Urach mai departe spre Blaubeuren – Riedlingen – Biberach an der Riß – Pfullendorf – Meersburg.
- Franconia – (traseul bordo) - trecut ulterior:

Ochsenfurt – Marktbreit – Bad Windsheim – Markt Cadolzburg – Herzogenaurach – Baunach – Ebern – Untermerzbach – Markt Marktzeuln – Seßlach – Heldburg – Markt Stadtlauringen – Hofheim in Unterfranken – Königsberg in Bayern – Haßfurt – Zeil am Main.